# Comuna Gârbova, Alba
Gârbova (în maghiară: Szászorbó, în germană: Urwegen) este o comună în județul Alba, Transilvania, România, formată din satele Cărpiniș, Gârbova (reședința) și Reciu.

## Istorie
http://www.primaria-garbova.ro/ro/index.php?id=10021&lang=ro%5Bnefuncțională%5D

## Personalități
Iosif Stoichiță (1892-1972), medic și cadru universitar, a fost discipolul dr. Iuliu Hațieganu. A fost președintele Colegiului medicilor din Sibiu. A contribuit între anii 1936-1939 la ridicarea "Casei Poporului" din Gărbova, o casă de cultură și sănătate, care conținea o baie populară  cu două săli (una cu dușuri și una cu căzi), o sală-cămin pentru copii, o bibliotecă, o sală de lectură, o sală  de conferințe, teatru, adunări și o cameră pentru o soră  medicală de ocrotire.

## Demografie
Componența etnică a comunei Gârbova
     Români (80,66%)
     Romi (11,78%)
     Germani (1,98%)
     Alte etnii (5,57%)
Componența confesională a comunei Gârbova
     Ortodocși (79,65%)
     Penticostali (7,07%)
     Creștini după evanghelie (4,18%)
     Evanghelici luterani (1,39%)
     Alte religii (1,93%)
     Necunoscută (5,78%)
Conform recensământului efectuat în 2021, populația comunei Gârbova se ridică la 1.867 de locuitori, în scădere față de recensământul anterior din 2011, când fuseseră înregistrați 2.050 de locuitori. Majoritatea locuitorilor sunt români (80,66%), cu minorități de romi (11,78%) și germani (1,98%). Din punct de vedere confesional, majoritatea locuitorilor sunt ortodocși (79,65%), cu minorități de penticostali (7,07%), creștini după evanghelie (4,18%) și evanghelici luterani (1,39%), iar pentru 5,78% nu se cunoaște apartenența confesională.

## Politică și administrație
Comuna Gârbova este administrată de un primar și un consiliu local compus din 11 consilieri. Primarul, Ioan Muntean[*], de la Partidul Național Liberal, este în funcție din octombrie 2020. Începând cu alegerile locale din 2024, consiliul local are următoarea componență pe partide politice:
|  | Partid                          | Consilieri | Componența Consiliului | Componența Consiliului | Componența Consiliului | Componența Consiliului | Componența Consiliului | Componența Consiliului |
|  | ------------------------------- | ---------- | ---------------------- | ---------------------- | ---------------------- | ---------------------- | ---------------------- | ---------------------- |
|  | Partidul Național Liberal       | 6          |                        |                        |                        |                        |                        |                        |
|  | Partidul Social Democrat        | 4          |                        |                        |                        |                        |                        |                        |
|  | Alianța pentru Unirea Românilor | 1          |                        |                        |                        |                        |                        |                        |

## Atracții turistice
- Biserica Evanghelică din satul Reciu, construcție secolul al XIII-lea
- Biserica "Adormirea Maicii Domnului" din satul Cărpiniș, construcție secolul al XVIII-lea
- "Cetatea Greavilor" din satul Gârbova, construită în anul 1241
- Ruinele bazilicii romanice din Gârbova, construcție secolul al XIII-lea